# Victor Iván
Victor Iván folkbokförd som Victor Iván Ramos Rislund, född 18 oktober 1990, är en svensk skådespelare.

## Biografi
Victor Iván är utbildad vid Nordiska Teaterskolan mellan 2018 och 2019 samt Teaterhögskolan i Malmö mellan 2019 och 2022. Han har bland annat medverkat i TV-serierna Tore och Vi i villa. Han har även medverkat i filmen Falkenberg forever.

## Filmografi
- 2019 – Ring mamma!
- 2020 – Are We Lost Forever
- 2020 – Falkenberg forever
- 2022 – Vi i villa (TV-serie)
- 2023 – Tore (TV-serie)
- 2023 – Hypnosen
- 2024 – Virgo
- 2024 – Nova & Alice
- 2025 – Regnmannen